# 高慈美

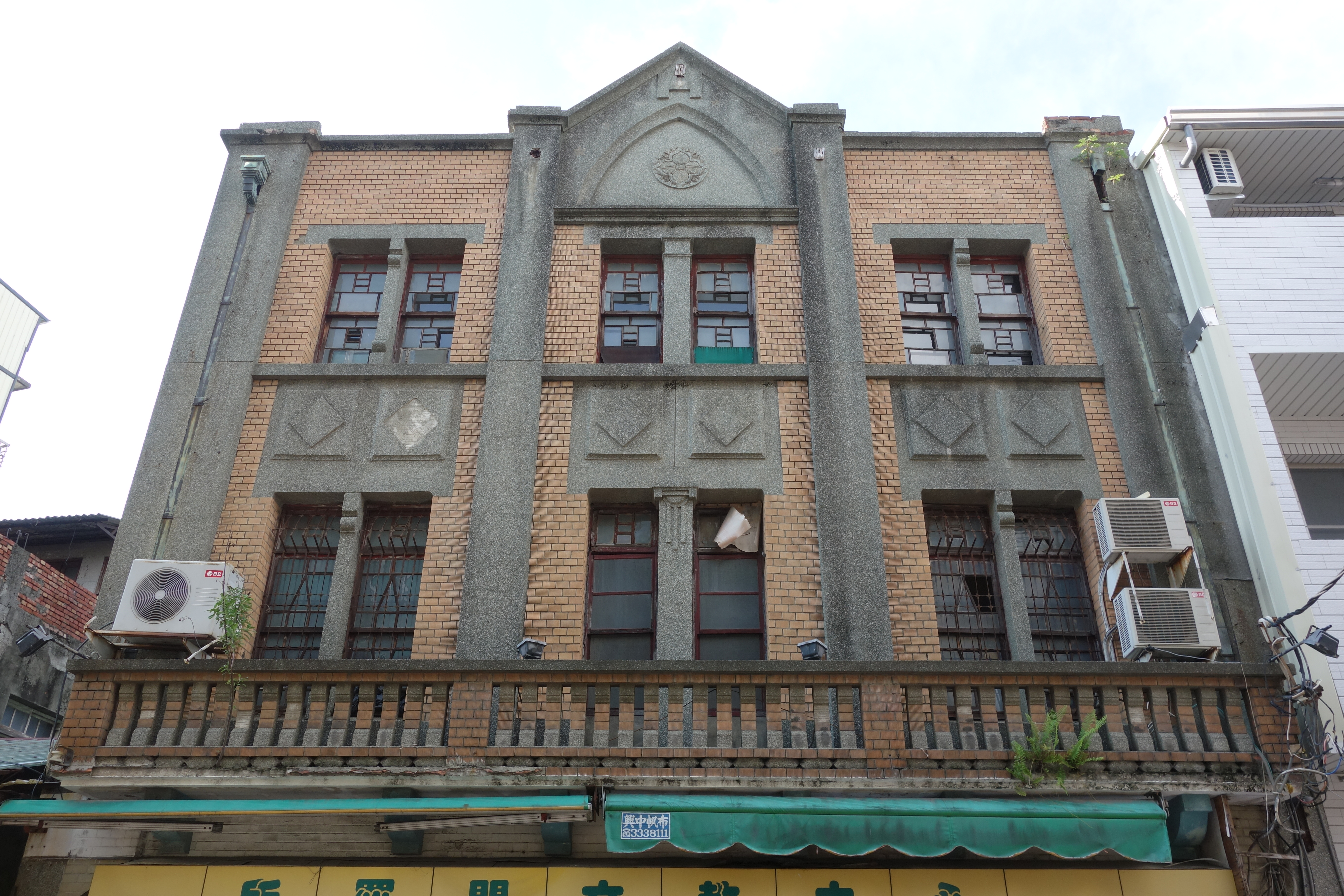
高慈美父親高再祝於岡山開設的建安醫院

高慈美（1914年2月17日—2004年7月28日），是一位生於臺灣高雄岡山的鋼琴家，亦是臺灣第一位鋼琴女教授。

## 生平
1914年2月17日，高慈美出生於今高雄岡山地區，在家裡排行第二，兄弟姐妹共十一人。其祖父高長為台灣基督長老教會在臺灣最早的信徒及本地傳道士，父親高再祝是自臺灣總督府醫學校畢業的醫師，母親許美是臺灣早期西醫許翰民的長女，姊妹高智美、高雅美亦修習音樂並以之為終身職業，堂兄弟有臺大醫院前院長高天成、牧師高俊明。其夫李超然為李春生曾孫。

### 旅日期間

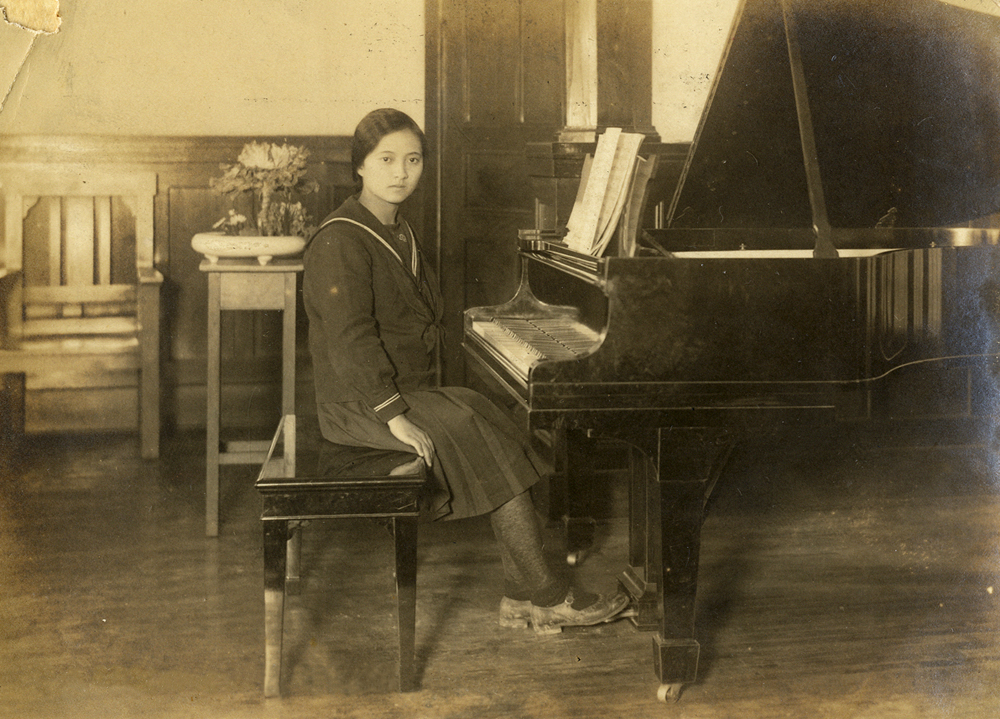
少女時的高慈美

1919年，高慈美赴東京就讀幼稚園，寄宿在同為基督徒的日本人家中，1923年關東大地震後返臺就讀小學，1927年再度赴日至下關市，就讀下關梅光女学院（今梅光学院大学女子短期大学部）。畢業後接受蔡培火長女蔡淑慧的建議，1931年進入東洋音樂専門學校（今東京音樂大學），師事名鋼琴教育家笈田光吉，與張彩湘同老師。1932年，在學期間就已與李春生曾長孫李超然訂婚。
許常惠指出臺灣過去因些外國傳教士熱心提倡西洋音樂，所以臺灣早期的西洋音樂家多數是基督教教會出身、或和教會有密切關係，如高慈美、高雅美、李志傳、陳泗治、林秋錦、呂泉生、陳信貞等人。
1929到1932年間，身為少女的高慈美以日文寫日記，偶爾夾雜些教會羅馬字。現存的日記有四本，一年一冊。前兩年半的日記以梅光女學院學生生活為主，還記載她參加東洋樂専入學考試的過程，描述出她參與考試以及在異鄉遇見臺灣同胞的心情；後一年半的日記則記述到東京之後的生活狀況，除了練琴，增加較多社交記載。除了記述生活大小事外，日記反應了她點點滴滴的少女情懷，有對新環境的好奇與適應、有對身為音樂家的自覺、有將嫁為人婦的心情、有面對未來時的徬徨與不安、有對於自由的渴望與迷惘等。前三冊日記被社會教育家後藤靜香收錄在《心の日記》，由東京希望社出版；第四冊被社會運動家賀川豊彥收錄於《Christian Diary》。這些日記除記載一位臺灣少女在日本的求學歷程，也是臺灣與日本女性史、教育史等不同領域的第一手紀錄。
1934年，留日的台灣音樂家組成「鄉土訪問音樂團」，由楊肇嘉擔任團長，返臺巡迴舉行音樂會。因此，高慈美、林秋錦、江文也、陳泗治、柯明珠、高約拿、林澄沐等臺灣音樂家加入此樂團，《臺灣新民報》協力宣傳、高慈美堂哥高天成擔任曲目解說，自同年8月11日起近10天，於臺北、新竹、臺中、彰化、嘉義、臺南、高雄巡迴7場演出。其中，8月15日在臺中公會堂的演出，楊肇嘉次女楊湘英獻花給高慈美。這場臺灣首次大規模的音樂活動，引起當時臺灣人的熱烈迴響。
高慈美後來回憶往事，表示當時交通不便，路途辛苦，但人潮踴躍、及聽衆熱情，使他們忘卻疲憊。
1935年新竹台中地震，高慈美接受蔡培火之邀為災民募款，再度返臺參與同年7月3日至8月13日全島巡迴31場的震災義捐音樂會。那時，彈奏弗朗茨·李斯特的《音樂會練習曲》的她，怕聽眾不懂該曲有停頓就中途鼓掌，因此決定不停頓彈下去，結束後竟然有聽眾詢問她為何此處不停頓？之後她也在東京蠶絲會館、下關市以及臺北公會堂、臺北醫專講堂等地舉行演奏會。
高慈美也以容姿高雅、氣質出眾而受讚賞，對他人的讚美，她會回話：「這是因為我的心中充滿音樂。」，1935年被日本《主婦之友》雜誌選為「輝く麗眸」（閃耀光輝的美麗眼眸）專欄的美女之一 。

### 返臺期間
1937年2月16日，學成返臺的高慈美與李超然於臺北日本基督教會（今濟南基督長老教會）結為連理，媒人為杜聰明之妻林雙隨。此次聯姻象徵臺灣長老教會界南、北兩大信仰世家的結合。1938年於臺北公會堂參加由臺灣基督教青年会所舉辦的「皇軍慰問、日支文化提攜、海外輿論是正三事業資金募集音樂會」。1939年再度赴日跟隨德國教授習琴。
1943年左右，杜淑純、張文環、黃得時、吳濁流、和陳逸松等人常在高慈美家開討論台灣新文學的讀書會。
婚後的高慈美，除了專職家庭主婦，並設私塾招收學生。1945年，擔任臺灣省警備總司令部附屬交響樂團（今國立臺灣交響樂團）鋼琴演奏。1947任臺灣文化協進會第一屆全省音樂比賽大會評判委員。1948年，接受省立師範學院（今臺灣師範大學）音樂系主任戴粹倫之邀，始擔任教職，同年受聘於靜修女中。1952年任純德女子中學董事。1953年兼任政工幹校（今政治作戰學校）音樂科教師。1970年8月升任全臺第一位鋼琴女教授，多次擔任教育部美育委員會委員、音樂專案甄試委員，及臺北市政府、臺中市政府、新竹社會教育館音樂比賽評審。1984年，退休。
1994年，高慈美擔任臺北仁濟院常務董事，獻身公益，時常參加基督教會與扶輪社活動。一直到1990年代，她都還是前總統夫人曾文惠聆賞音樂演奏會的親近樂友。
2002年，高慈美被發現肺部有腫瘤，因年事已高，醫生不建議開刀，家人也沒向她透露病情。她直到身體愈來愈虛弱，也不曾抱怨，在進食前仍禱告，但因會忘卻自己禱告過否，所以常在一餐中前後禱告多次。2004年，在仁愛醫院去世。

## 身後
高慈美有一臺琴鍵為象牙材質的山葉演奏一號琴，當時價格在相當於2006年的新台幣一百萬。2006年10月，經由清大教授蕭嫣嫣牽線，高慈美媳婦郭月如以十四萬元代價將此三十年老鋼琴賣給國立清華大學園內的蘇格貓底二手書咖啡屋。鋼琴從臺北搬到清華順利定位後，剛巧遇到清大校長陳文村邀宴的諾貝爾物理獎得主伊瓦尔·贾埃弗。蕭嫣嫣表示，努力促成老鋼琴來到清華的另一原因是她第一次到好友郭月如家中，看到高慈美在師大音樂系的講師證、副教授證，都是前教育部長、兼清大校長梅貽琦所頒發的，因此認為將此琴送到到清華是件美事。

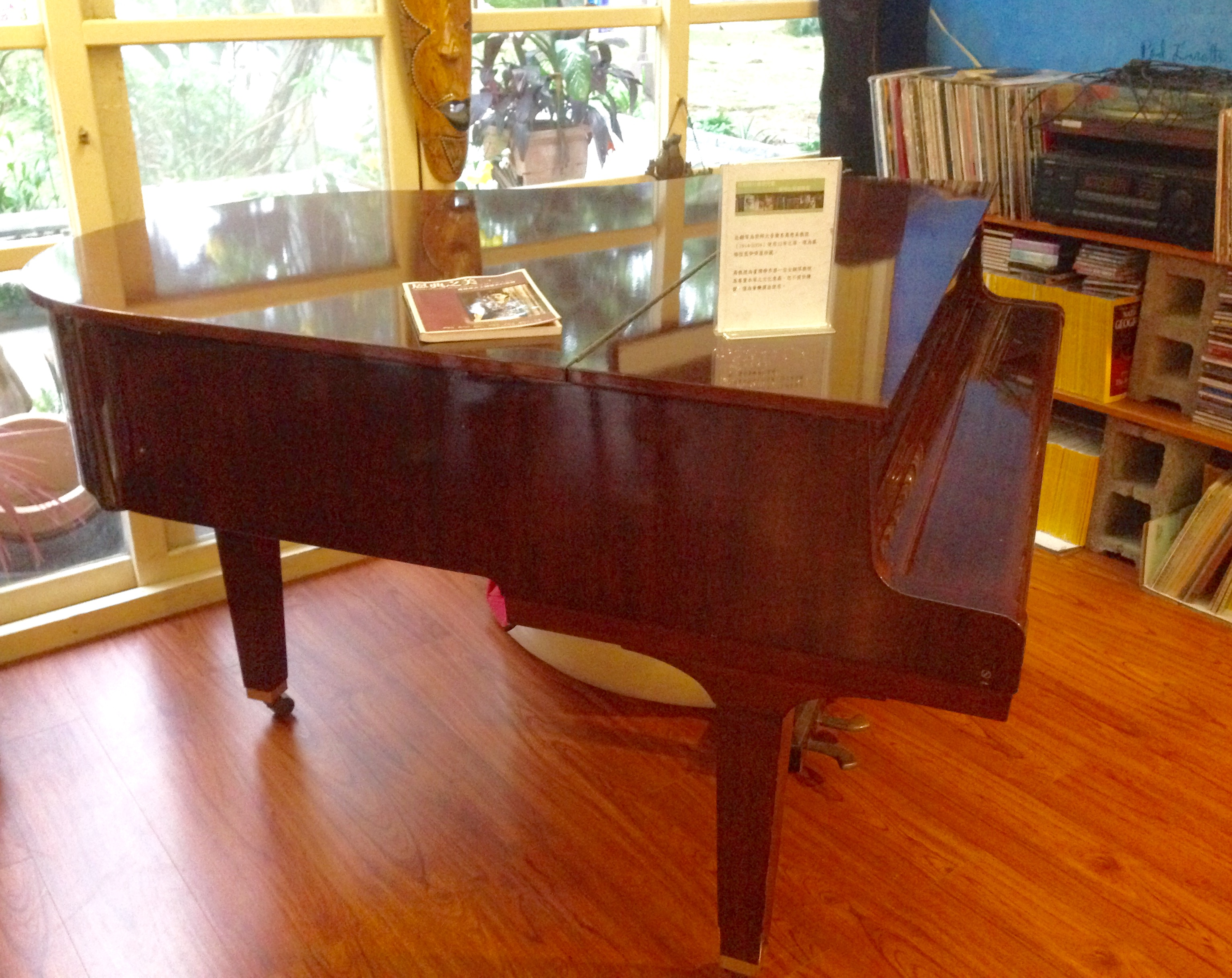
位在蘇格貓底二手書咖啡屋，高慈美的山葉演奏一號琴。

2007年9月，高慈美的子媳李建禮、郭月如將高慈美的文書118件、圖像584件贈送給中央研究院臺灣史研究所收藏；高慈美五弟高耀明另於2008年12月提供該所採集32件，2009年3月提供採集1件，共33件。這些文書是高慈美遺留下來的日記、手稿、書信、照片、文件及書刊等。
2011年，中研院臺灣史研究所展出「流轉年華─台灣女性檔案百年特展」，呈現臺灣女性如何從傳統受壓抑、受控制的人生，經由教育獲取知識與專業，進入公共領域，展現自我，展出林獻堂之妻楊水心、高慈美等人文物。杜淑純也出席，娓娓道來自己和高慈美的淵源，說：「我是家裡的獨生女，以前我都坐在桌上，弟弟都坐在桌下…，在台北第一高女時期，跟著高慈美學鋼琴...。」

## 外部連結
- 臺灣學界首位女鋼琴教授 高慈美（1914－2004）-臺灣女人 （页面存档备份，存于）
- 臺灣音樂群像 高慈美 （页面存档备份，存于）
- 高慈美文書 - 臺灣史檔案資源系統 （页面存档备份，存于）
- 高慈美 - 文化部國家文化資料庫 （页面存档备份，存于）
- 高慈美 - 臺灣記憶Taiwan Memory--國家圖書館 （页面存档备份，存于）